# 長崎村 (愛知県)
長崎村（ながさきむら）は、かつて愛知県碧海郡にあった村である。
現在の知立市南部（西中町・谷田町・八ツ田町・西中町・新林町など）、及び安城市の一部（篠目町など）に該当する。

## 歴史
- 1884年（明治17年）- 中村が西中村に改称する。
- 1889年（明治22年）10月1日 - 西中村、谷田村、八ツ田村、篠目村が合併し、長崎村が発足。
- 1906年（明治39年）5月1日 - 分割され廃止。
  - 長崎村のうち西中・谷田・八ツ田は、知立町、牛橋村、上重原村と合併し、知立町が発足。
  - 長崎村のうち篠目は、安城村、里村、箕輪村、福釜村、赤松村、今村、平貴村、古井村と合併し、安城町が新規発足。